# Nakło (Grądy)
Nakło – część wsi Grądy w Polsce, położona w województwie mazowieckim, w powiecie ostrowskim, w gminie Małkinia Górna.
W latach 1975–1998 miejscowość należała administracyjnie do województwa ostrołęckiego.